# Christian Vietoris
Christian Vietoris (* 1. April 1989 in Gerolstein) ist ein deutscher Automobilrennfahrer. 2010 und 2011 fuhr er in der GP2-Serie für Racing Engineering. Von 2011 bis 2016 startete er in der DTM für Mercedes.

## Karriere
Nach einigen Erfolgen im Kartsport wechselte Vietoris 2005 in die deutsche Formel BMW. Nachdem er in seiner Debütsaison den 17. Platz belegt hatte, gewann er 2006 mit neun Siegen aus 18 Rennen den Meistertitel. In jenem Jahr gewann er ebenfalls das Formel-BMW-Weltfinale in Valencia. 2007 gab Vietoris als Ersatzmann von Nico Hülkenberg in Mexiko-Stadt für das deutsche Team sein Debüt in der A1GP. Danach bestritt Vietoris eine Saison im deutschen Formel-3-Cup, in dem er mit zwei Siegen den fünften Gesamtrang belegte. Vietoris Höhepunkt im Jahr 2007 war allerdings die Teilnahme an einem Formel-1-Testtag für BMW Sauber, den er als Preis für seinen Sieg beim Formel-BMW-Weltfinale erhalten hatte. In der A1GP-Saison 2007/2008 startete Vietoris an drei Rennwochenenden für das deutsche Team und gewann in Taupo das Hauptrennen.

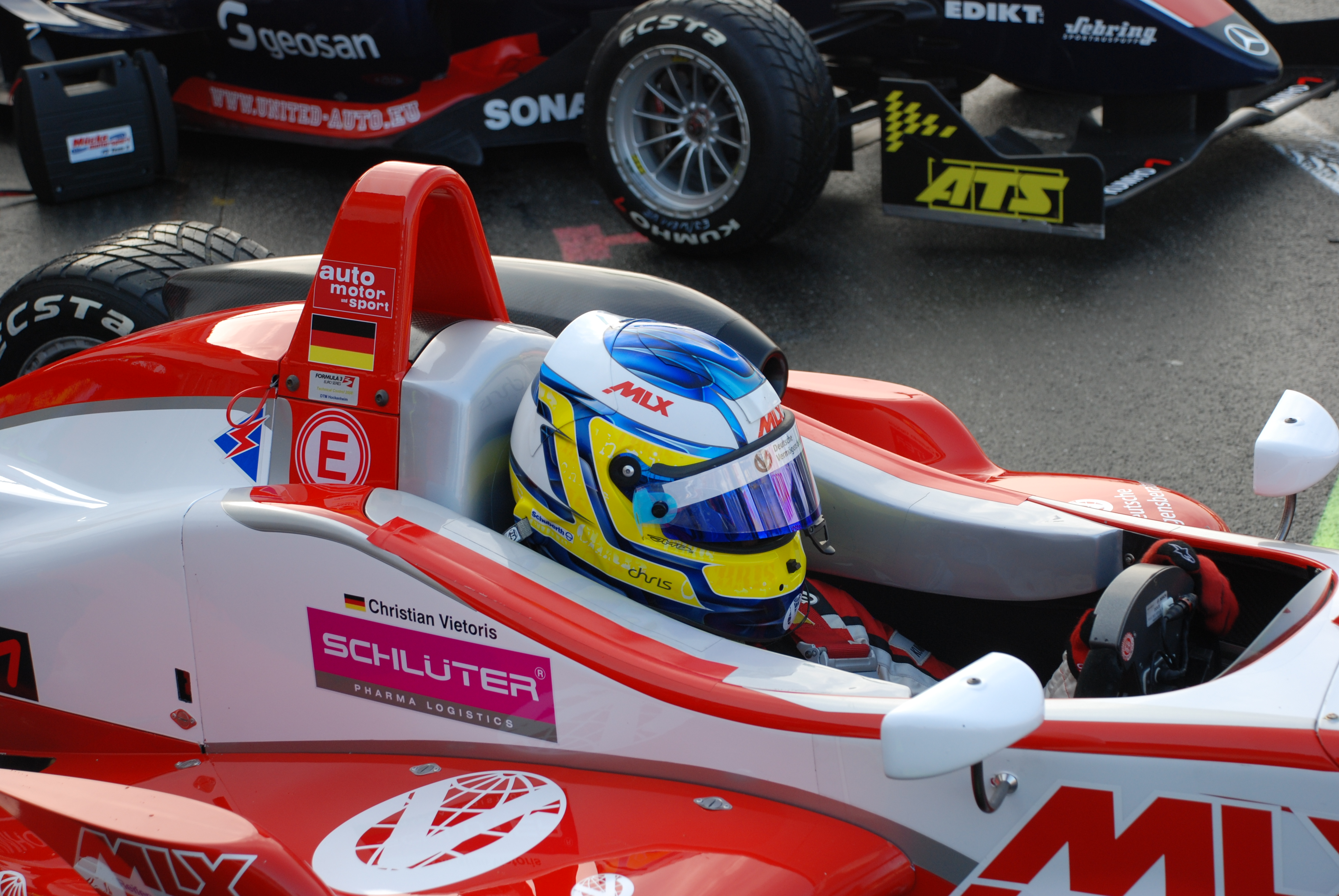
Christian Vietoris in der Formel-3-Euroserie 2008

2008 startete Vietoris in der Formel-3-Euroserie für Mücke Motorsport. In seiner Debüt-Saison gewann Vietoris ein Rennen auf dem Norisring und belegte in der Gesamtwertung den sechsten Platz und wurde hinter Hülkenberg zweitbester Deutscher. 2009 bestritt Vietoris für Mücke Motorsport seine zweite Saison in der Formel-3-Euroserie und hatte Chancen auf den Gewinn der Meisterschaft. Er gewann vier Rennen und fuhr als einziger Pilot bei jedem Rennen, bei dem er gestartet war, in die Punkte. Ein Rennwochenende vor Schluss musste sich Vietoris mit dem Vizemeistertitel hinter Jules Bianchi zufriedengeben. Zudem war er der beste deutsche Pilot in der Euroserie.
In der GP2-Asia-Serie-Saison 2009/2010 ging Vietoris für DAMS an den Start. Nachdem er mit einem Sieg beim Sprintrennen des ersten Rennwochenendes auf dem Yas Marina Circuit gut in die Saison gestartet war, fuhr er im Saisonverlauf keine weiteren Punkte ein und belegte schließlich den zehnten Platz in der Gesamtwertung. 2010 ging Vietoris für Racing Engineering in der GP2-Serie an den Start. Nachdem er am Anfang der Saison Einstiegsschwierigkeiten hatte und im Gegensatz zu seinem Teamkollegen Dani Clos nicht vorne mitfuhr, stand er am Rennwochenende auf dem Hungaroring bei beiden Rennen als Zweiter auf dem Podest. Beim Sprintrennen in Monza gelang Vietoris schließlich sein erster Sieg in der GP2-Serie. Nachdem er am letzten Saisonrennen wegen einer Blinddarmentzündung nicht teilnehmen konnte, belegte er am Saisonende den neunten Gesamtrang.

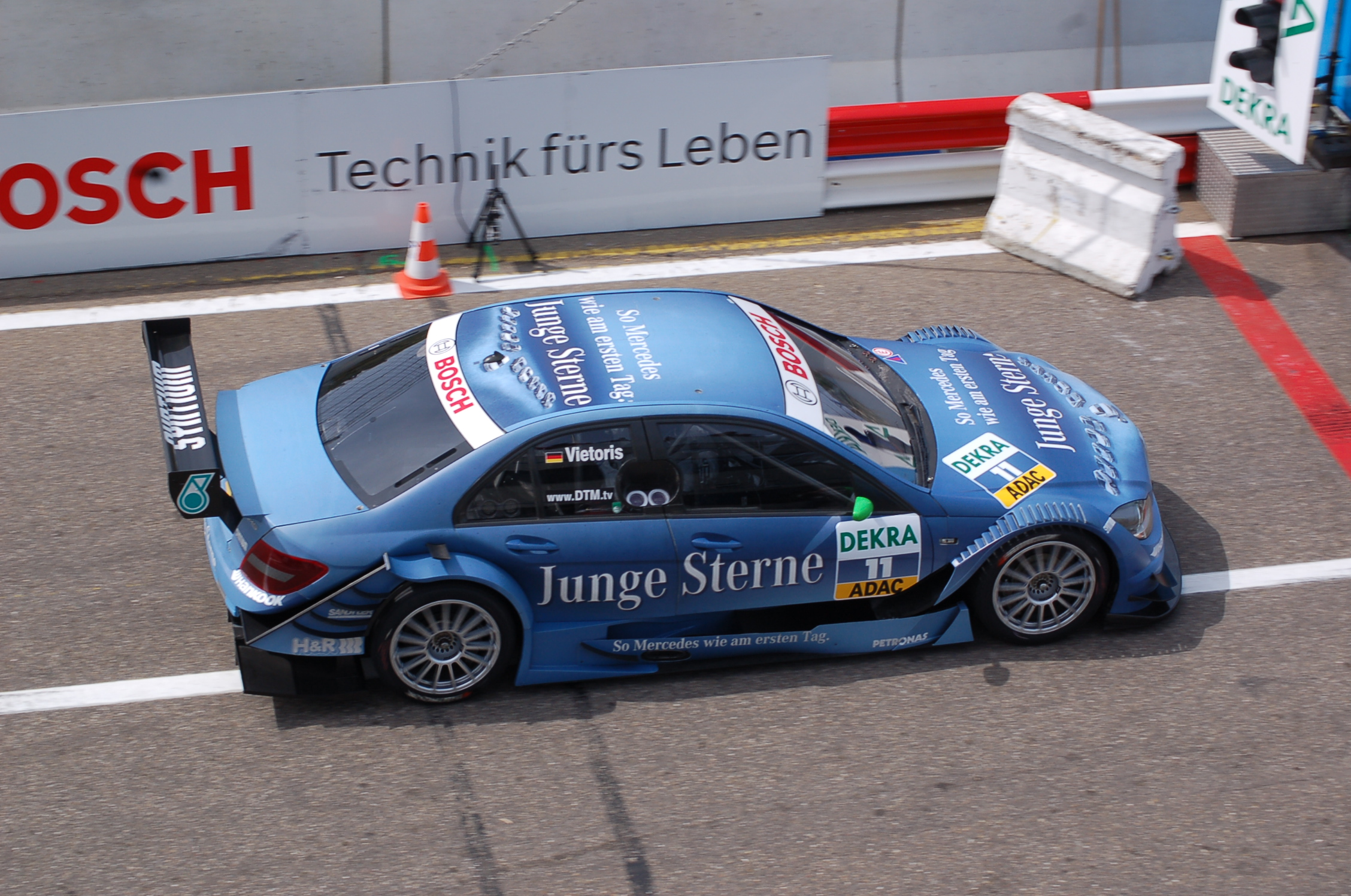
Vietoris in einer AMG-Mercedes C-Klasse in der DTM in Zandvoort

2011 bestritt Vietoris für Racing Engineering seine zweite Saison in der GP2-Serie. Nach einem Unfall am ersten Rennwochenende pausierte er die folgenden zwei Rennwochenenden wegen starker Kopfschmerzen. Am fünften Rennwochenende in Silverstone erzielte er als Zweiter seine ersten Punkte der Saison. An den folgenden zwei Rennwochenenden setzte sich Vietoris erneut in Szene. Auf dem Nürburgring arbeitet er sich im regnerischen Sprintrennen vom 23. Startplatz auf den vierten Platz nach vorne. Auf dem Hungaroring führte er das Sprintrennen zunächst an, drehte sich allerdings beim einsetzenden Regen und kollidierte mit einem Kontrahenten. Dadurch wurde sein Frontflügel beschädigt und er kam außerhalb der Punkteränge ins Ziel. Ein Rennen später, beim Hauptrennen in Spa-Francorchamps, führte er das Rennen erneut bis zum einsetzenden Regen an. Diesmal behielt er allerdings die Führung und erzielte seinen ersten Saisonsieg. Beim Saisonfinale in Monza folgte ein weiterer Sieg. Die Saison beendete er auf dem siebten Platz in der Fahrerwertung. Damit lag er eine Position vor seinem Teamkollegen Clos, der im Gegensatz zu Vietoris bei jedem Rennen am Start war. Parallel zu seinem GP2-Engagement ging Vietoris 2011 für Persson Motorsport in einer AMG-Mercedes C-Klasse in der DTM an den Start. Beim achten Rennen in Oschersleben erzielte er als Fünfter seine ersten Punkte. Am Saisonende war er 14. im Gesamtklassement. Seine Teamkollegen Renger van der Zande und Susie Wolff blieben ohne Punkte.
2012 entschied sich Vietoris zum vollständigen Wechsel in den Tourenwagensport. In der DTM erhielt er ein Cockpit beim Mercedes-Rennstall HWA. Beim ersten Rennen erzielte er mit einem vierten Platz seine bis dahin beste DTM-Platzierung. Diese vermochte er im weiteren Saisonverlauf nicht zu wiederholen. Mit vier Top-10-Platzierungen wurde Vietoris Zwölfter in der Fahrerwertung sowie drittbester Mercedes-Fahrer. 2013 blieb Vietoris bei HWA in der DTM. Bereits beim Saisonauftakt auf dem Hockenheimring erzielte er mit einem dritten Platz seine erste Podest-Platzierung. Auf dem EuroSpeedway Lausitz, dem Norisring und dem Nürburgring wiederholte er dieses Ergebnis. Vietoris beendete die Saison als bester Mercedes-Pilot auf dem vierten Gesamtrang. 2014 ging Vietoris in der DTM erneut für HWA an den Start. Beim zweiten Lauf in Oschersleben gelang ihm sein erster DTM-Sieg. Er beendete die Saison als bester Mercedes-Pilot auf dem vierten Gesamtrang. 2015 absolvierte Vietoris seine fünfte DTM-Saison für HWA. Als Startnummer wählte er die 8. Mit einem zweiten Platz als bestem Ergebnis wurde er 16. im Gesamtklassement.
Zur DTM-Saison 2016 kehrte Vietoris zu Mücke Motorsport zurück. Er erzielte zwei Podest-Platzierungen und schloss die Saison auf dem 14. Gesamtrang ab.

## Sonstiges
Christian Vietoris wurde von 2006 bis 2007 von Willi Weber gemanagt. Vietoris wohnt in Gönnersdorf in der Eifel.

## Statistik

### Karrierestationen
| - 2000–2004: Kartsport - 2005: Deutsche Formel BMW (Platz 17) - 2006: Deutsche Formel BMW (Meister) - 2007: A1GP - 2007: Deutsche Formel 3 (Platz 5) - 2008: A1GP | - 2008: Formel-3-Euroserie (Platz 6) - 2009: Formel-3-Euroserie (Platz 2) - 2010: GP2-Asia-Serie (Platz 10) - 2010: GP2-Serie (Platz 9) - 2011: GP2-Serie (Platz 7) - 2011: DTM (Platz 14) | - 2012: DTM (Platz 12) - 2013: DTM (Platz 4) - 2014: DTM (Platz 4) - 2015: DTM (Platz 16) - 2016: DTM (Platz 14) |

### Einzelergebnisse in der DTM
| Saison | Team               | Hersteller | 1   | 2   | 3   | 4   | 5   | 6   | 7   | 8   | 9   | 10  | 11  | 12  | 13  | 14  | 15  | 16  | 17  | 18  | Punkte | Rang |
| ------ | ------------------ | ---------- | --- | --- | --- | --- | --- | --- | --- | --- | --- | --- | --- | --- | --- | --- | --- | --- | --- | --- | ------ | ---- |
| 2011   | Persson Motorsport | Mercedes   | HO1 | ZAN | SPI | LAU | NOR | NÜR | BRH | OSC | VAL | HO2 |     |     |     |     |     |     |     |     | 4      | 14.  |
| 2011   | Persson Motorsport | Mercedes   | 13  | 15  | 15  | 9   | 11  | 13  | 13  | 5   | 12  | DNF |     |     |     |     |     |     |     |     | 4      | 14.  |
| 2012   | HWA AG             | Mercedes   | HO1 | LAU | BRH | SPI | NOR | NÜR | ZAN | OSC | VAL | HO2 |     |     |     |     |     |     |     |     | 25     | 12.  |
| 2012   | HWA AG             | Mercedes   | 4   | 11  | 6   | DNF | 8   | 16  | DNF | 12  | 12  | 10  |     |     |     |     |     |     |     |     | 25     | 12.  |
| 2013   | HWA AG             | Mercedes   | HO1 | BRH | SPI | LAU | NOR | MOS | NÜR | OSC | ZAN | HO2 |     |     |     |     |     |     |     |     | 77     | 4.   |
| 2013   | HWA AG             | Mercedes   | 3   | 8   | 7   | 3   | 3   | 10  | 3   | 18  | 17  | 7   |     |     |     |     |     |     |     |     | 77     | 4.   |
| 2014   | HWA AG             | Mercedes   | HO1 | OSC | HUN | NOR | MOS | SPI | NÜR | LAU | ZAN | HO2 |     |     |     |     |     |     |     |     | 69     | 4.   |
| 2014   | HWA AG             | Mercedes   | 15  | 1   | 20* | 21* | 7   | 9   | 6   | 2   | 5   | 14  |     |     |     |     |     |     |     |     | 69     | 4.   |
| 2015   | HWA AG             | Mercedes   | HO1 | HO1 | LAU | LAU | NOR | NOR | ZAN | ZAN | SPI | SPI | MOS | MOS | OSC | OSC | NÜR | NÜR | HO2 | HO2 | 56     | 16.  |
| 2015   | HWA AG             | Mercedes   | 14  | 11  | 17  | 7   | 4   | 2   | 12  | 8   | 4   | 8   | DNF | 20  | 18  | 21  | 15  | 14  | 12  | DNF | 56     | 16.  |
| 2016   | Mücke Motorsport   | Mercedes   | HO1 | HO1 | SPI | SPI | LAU | LAU | NOR | NOR | ZAN | ZAN | MOS | MOS | NÜR | NÜR | HUN | HUN | HO2 | HO2 | 60     | 14.  |
| 2016   | Mücke Motorsport   | Mercedes   | 5   | 14  | DNF | 17  | 5   | 7   | 10  | 15  | 3   | 20* | 23  | 14  | 13  | 17  | 18  | 14  | 22  | 2   | 60     | 14.  |

| Legende  | Legende            | Legende                                                          |
| Farbe    | Abkürzung          | Bedeutung                                                        |
| -------- | ------------------ | ---------------------------------------------------------------- |
| Gold     | –                  | Sieg                                                             |
| Silber   | –                  | 2. Platz                                                         |
| Bronze   | –                  | 3. Platz                                                         |
| Grün     | –                  | Platzierung in den Punkten                                       |
| Blau     | –                  | Klassifiziert außerhalb der Punkteränge                          |
| Violett  | DNF                | Rennen nicht beendet (did not finish)                            |
| Violett  | NC                 | nicht klassifiziert (not classified)                             |
| Rot      | DNQ                | nicht qualifiziert (did not qualify)                             |
| Rot      | DNPQ               | in Vorqualifikation gescheitert (did not pre-qualify)            |
| Schwarz  | DSQ                | disqualifiziert (disqualified)                                   |
| Weiß     | DNS                | nicht am Start (did not start)                                   |
| Weiß     | WD                 | zurückgezogen (withdrawn)                                        |
| Hellblau | PO                 | nur am Training teilgenommen (practiced only)                    |
| Hellblau | TD                 | Freitags-Testfahrer (test driver)                                |
| ohne     | DNP                | nicht am Training teilgenommen (did not practice)                |
| ohne     | INJ                | verletzt oder krank (injured)                                    |
| ohne     | EX                 | ausgeschlossen (excluded)                                        |
| ohne     | DNA                | nicht erschienen (did not arrive)                                |
| ohne     | C                  | Rennen abgesagt (cancelled)                                      |
| ohne     | keine WM-Teilnahme |                                                                  |
| sonstige | P/fett             | Pole-Position                                                    |
| sonstige | 1/2/3/4/5/6/7/8    | Punktplatzierung im Sprint-/Qualifikationsrennen                 |
| sonstige | SR/kursiv          | Schnellste Rennrunde                                             |
| sonstige | *                  | nicht im Ziel, aufgrund der zurückgelegten Distanz aber gewertet |
| sonstige | ()                 | Streichresultate                                                 |
| sonstige | unterstrichen      | Führender in der Gesamtwertung                                   |